# Daniel Larimer
Pour les articles homonymes, voir Larimer.
Daniel Larimer est un informaticien américain et un entrepreneur en série dans le domaine des cryptomonnaies.
Il a créé la plate-forme de cryptomonnaie BitShares (2014), a été cofondateur de la plateforme sociale blockchain Steemit (en) (2016) et est le directeur de la technologie de la compagnie block.one, développeur du protocole de blockchain EOS.IO (2017),.
Il a également créé l’algorithme de consensus DPOS (Delegated Proof of Stake Algorithm ; traduction littérale, algorithme de preuve de participation déléguée) et la technologie Graphene.
En février 2018, le magazine Forbes a estimé la valeur nette de Larimer entre 600 et 700 millions de dollars américains.

## Biographie
Daniel Larimer a obtenu son baccalauréat ès sciences en informatique de l'Institut polytechnique et université d'État de Virginie en 2003.
Après avoir lancé une startup en réalité virtuelle qui a échoué, il a travaillé dans les secteurs de l'industrie de l'armement, de la robotique et de l'automatisation.
Son intérêt pour les blockchains a commencé en 2009, aux premiers jours du bitcoin,.
Avec son père, Stan Larimer qui a travaillé pour Boeing, il a fondé Cryptonomex Inc., une société de conseil en technologie de blockchain.